# 지은희 (1947년)
지은희(池銀姬, 1947년 6월 26일 ~ , 서울)는 대한민국의 사회학자이다. 본관은 충주(忠州).
1983년 해방 이후 첫 진보적 여성단체인 여성평우회 공동대표를 시작으로 20여년을 여성운동가로 활동했고, 2003년부터 2005년까지 여성부 장관과 2006년부터 2013년까지 덕성여자대학교 총장을 역임했다.

## 학력
- 1965년 : 이화여자고등학교 졸업
- 1969년 : 이화여자대학교 사회학 학사
- 1978년 : 이화여자대학교 대학원 사회학 석사

## 경력
- 1969년 : 동양시멘트공업 비서과 과장
- 1983년 : 여성평우회 공동대표
- 1998년 : 한국정신대문제대책협의회 공동대표, 여성사회교육원 부원장
- 1999년 : 한국여성단체연합 공동대표
- 1999년 : 제9기 민주평화통일자문회의 자문위원
- 2000년 : 방송문화진흥회 이사, 여성사회교육원 원장, 국가인권위원회 정책자문위원장, 여성특별위원회 위원, 시민사회단체연대회의 공동대표
- 2003년 ~ 2005년: 제2대 여성부 장관
- 2005년 : 상지대학교 석좌교수
- 2006년 : 제7대 덕성여자대학교 총장
- 2009년 3월 ~ 2013년 2월 : 제8대 덕성여자대학교 총장
- 희망제작소 이사
- 2016년 6월 ~ : 정의기억재단 이사장
- 2019년 1월 ~ 2021년 1월 : 서울대학교 이사
- 2020년 1월 ~ 2024년 2월 : 아셈노인인권정책센터 원장
- 서울대학교 이사장 직무대행
- 2021년 1월 ~ 2023년 1월 : 서울대학교 이사장

## 역대 선거 결과
| 실시년도 | 선거 | 대수 | 직책     | 선거구 | 정당   | 득표수     | 득표율        | 순위       | 당락 | 비고 |
| -------- | ---- | ---- | -------- | ------ | ------ | ---------- | ------------- | ---------- | ---- | ---- |
| 1992년   | 총선 | 14대 | 국회의원 | 전국구 | 민중당 | 319,041 표 | \| \| 1.5% \| | 전국구 2번 | 낙선 |      |
|          | 1.5% |      |          |        |        |            |               |            |      |      |